# Англо-французская война (1199—1200)
Англо-французская война 1199—1200 — вооруженный конфликт между Филиппом Августом и Иоанном Безземельным.

## Анжуйское наследство
Война Филиппа Августа и Ричарда Львиное Сердце закончилась в январе 1199 пятилетним Вернонским перемирием, но уже в апреле английский король умер от раны, полученной при осаде замка виконта Лиможского, и власть перешла к его брату. Иоанн Безземельный 25 апреля короновался в Руане, а 27 мая в Лондоне. Однако, его племянник Артур I Бретонский немедленно заявил претензии на Анжу, Мэн и Турень по праву представительства, так как его отец был старшим братом Иоанна. Англо-нормандская традиция не признавала права представительства, но анжуйские кутюмы его допускали. Тем не менее, Иоанн не только не отдал эти земли Артуру, но претендовал на опеку над Бретанью, пока принц не достигнет совершеннолетия.

## Война
Артур нашел поддержку в лице лидера анжуйской знати Гильома де Роша, а также Филиппа Августа, решившего использовать юного принца против короля так же, как он использовал Жоффруа и Ричарда против Генриха II, а Иоанна против Ричарда. Баронам Анжу и Пуату номинальная власть Артура казалась более предпочтительной, чем господство английского или французского короля. Уже через месяц после смерти Ричарда союз был заключен, и к концу мая Артур при поддержке Гильома де Роша овладел Анжуйским графством, и вступил в Анжер и Ман. В награду де Рош получил наследственное сенешальство Анжу и Мэна. Филипп Август лично прибыл в Ман, где принц принес ему оммаж за Анжу, Мэн и Турень, после чего они вместе вступили в Тур. 28 июня Филипп утвердил пожалование Гильому де Рошу. Мать Артура Констанция Бретонская поставила сына под сеньориальную защиту короля, который увез мальчика в Париж, чтобы оттуда отдавать приказы его сторонникам. 
Иоанн нанес ответный удар, захватив Ман и срыв крепостной вал. Он завязал переговоры с Рено де Даммартеном, Бодуэном Фландрским и Оттоном Брауншвейгским, который обещал ему помочь против Филиппа. Реальной помощи Вельф своему дяде не оказал, и английскому королю пришлось начать переговоры с Филиппом. 15 августа они встретились на нормандской границе, и французский король упрекнул Иоанна в том, что тот вступил во владение континентальными фьефами, не принеся вассальной присяги. В качестве условий мира он потребовал весь Нормандский Вексен и передачу Артуру не только Анжу, но и Пуату, и даже Нормандии. Это было прямое объявление войны.
Филипп вторгся в Нормандию, где взял Конш, затем двинулся в Мэн, взяв с собой Артура. Они овладели замком Балон близ Мана, и осадили Лаварден. Гильом де Рош с феодальным ополчением помогал французам. Иоанн пытался закрепиться в Мане, но противники заставили его 22 сентября бежать оттуда. Затем Филипп внезапно свернул военные действия и вернулся в Париж. Гильом де Рош, оставленный в Мане с Артуром, сдал город Иоанну, вернувшемуся в графство с крупными силами, и заставил Артура заключить мир с дядей. Такую перемену фронта он объяснил недовольством действиями французского короля, распоряжавшегося в Анжу, как в своем домене, и намеревавшегося взять под контроль Бретань. 
Иоанн наградил Гильома де Роша, подтвердив за ним наследственное сенешальство, а также поручил ему охрану замка Шинон, отобранного у виконта Эмери VII де Туара, верность которого вызывала подозрения. Таким образом ловкий анжуец сумел получить выгоду от пребывания в обеих лагерях. Артуру, его матери и виконту де Туару этот мир был не по вкусу, и как-то ночью они бежали из Мана в Анжер. Иоанн не стал их преследовать, и вместе с Гильомом уехал в Нормандию. 

## Мир в Гуле
Французский король был вынужден прекратить войну из-за конфликта с Римом, вызванного скандальным разрывом с Ингеборгой Датской и незаконной женитьбой на Агнесе Меранской. Быстро уладить это дело не удалось, и 14 января 1200 на королевский домен был наложен интердикт. Филипп пообещал развестись с Агнесой, и папа Иннокентий III в сентябре 1200 снял интердикт. Проблема решилась со смертью Агнесы в июле 1201. 
22 мая 1200 в Гуле, между Гайоном и Андели, был заключен мир. Условия договора были сравнительно выгодны для Франции. Иоанн уступал замок Эвресен, признавал сюзеренитет Филиппа в Берри и Оверни, приносил оммаж за континентальные фьефы, выплачивал 20 тыс. марок рельефа и обязался не оказывать помощи графу Фландрскому и Оттону Брауншвейгскому без согласия короля Франции. Относительно событий в Германии короли договорились сохранять нейтралитет в начавшейся борьбе между Оттоном и Филиппом Швабским. 
23 мая была отпраздновна свадьба племянницы Иоанна Бланки Кастильской и наследника Филиппа Августа принца Людовика. Иоанн уступил Бланке Иссуден и Грасе, а также передал беррийские фьефы, которые держал от него Андре де Шовиньи.

## Итоги
Мир продлился недолго. Уже в следующем году Филипп Август нашел повод к войне, и в 1202 началась решительная война с Иоанном. 